# سمنة الأطفال
سمنة الأطفال (بالإنجليزية: Childhood obesity)‏، تمثّل إحدى أخطر المشكلات الصحية العمومية في القرن الحادي والعشرين. وتتخذ هذه المشكلة أبعاداً عالمية وهي تصيب بشكل مطرد، العديد من البلدان المنخفضة الدخل والبلدان المتوسطة الدخل، ولاسيما المناطق الحضرية منها. وقد شهدت معدلات انتشار تلك الظاهرة زيادة بشكل مريع. تشير التقديرات إلى أنّ عدد الأطفال الذين يعانون من فرط الوزن تجاوز، في عام 2010، 42 مليون نسمة على الصعيد العالمي. والجدير بالذكر أنّ نحو 35 مليوناً من أولئك الأطفال يعيشون في البلدان النامية.
ومن المحتمل أن يظلّ الأطفال الذين يعانون فرط الوزن والسمنة على حالهم عند الكبر وأن يتعرّضوا، أكثر من غيرهم، لمخاطر الإصابة بالأمراض غير السارية، مثل السكري والأمراض القلبية الوعائية، في سنّ مبكّرة. والمعروف أنّه يمكن، إلى حد كبير، توقي فرط الوزن والسمنة وما يتصل بهما من أمراض. وعليه لا بدّ من إعطاء أولوية كبرى لمسألة الوقاية من سمنة الطفولة.

## التعريف
سمنة الأطفال هي اضطراب يؤثر في الأطفال والمراهقين حيث يتجمع في جسم الطفل كمية زائدة من الدهون وينتج عن هذا زيادة وزن الطفل عن المعدل الطبيعي الذي يناسب عمره وطوله. تُعد سمنة الأطفال مثيرة للقلق لارتباطها بزيادة خطر اصابة الطفل بالاضطرابات الصحية المؤثرة غالباً في البالغين كالسكري وارتفاع ضغط الدم وارتفاع الكوليسترول.

## الأسباب
من الأسباب التي تسبب سُمنة الأطفال: فرط تناول الطفل للطعام غير الصحي الغني بالسعرات الحرارية مثل العصائر السكرية والمشروبات المحلاة والحلويات ورقائق البطاطس، وعدم ممارستهم للتمارين الرياضية بشكل كاف والإدمان على التكنولوجيا والألعاب التي لا يكون فيها نشاط حركي.
وقد ترتبط سُمنة الأطفال بالعوامل الجينية والاضطرابات الهرمونية.
تزداد فرصة إصابة الطفل بالسُمنة بتوافر العوامل التالية:
1. التاريخ العائلي للإصابة بالسُمنة.
2. التعرض للضغوط النفسية التي تدفع الطفل إلى فرط تناول الطعام.
3. العوامل العائلية التي تتمثل بفرط شراء الأطعمة غير الصحية كالحلويات والرقائق.
4. العوامل الاجتماعية والاقتصادية كما في تناول الأطعمة المجمدة الغنية بالدهون والاملاح.

## التشخيص
يعتمد تشخيص إصابة الطفل بالسُمنة على مؤشر كتلة الجسم (BMI) ومقارنته بجدول النمو
- العمر حيث يُحدد الطبيب سُمنة الطفل نسبة إلى عمره وطوله مع الأخذ بعين الاعتبار عوامل أخرى كمعدل تطور الطفل، عاداته الغذائية، مستوى نشاط الطفل، التاريخ العائلي للإصابة بالسكري أو الأمراض الأخرى المرتبطة بالسمنة.
يُوصى بعدد من الفحوصات المخبرية كفحص كوليسترول الدم، غلوكوز الدم والهرمونات التي تُحفز السمنة كفحص الهرمون المنبه للدرقية (TSH).

## علاج سمنة الأطفال
قد يشمل علاج سُمنة الأطفال عدد من التدابير اعتمادًا على عمر الطفل وإصابته بأي من الاضطرابات المرضية المرتبطة بها كمرض السكري أو أرتفاع ضغط الدم ومنها:
- علاج الأطفال الذين تقل أعمارهم عن 7 أعوام بضبط الوزن بدلًا من خسارة الوزن، حيث يُركز الطبيب في علاجه على زيادة طول الطفل بدلًا من وزنه مما يؤثر على مؤشر كتلة الجسم (BMI).
- علاج الأطفال الذين تزداد أعمارهم عن سبعة أعوام باتباع نظام غذائي ورياضي لخسارة الوزن بشكل تدريجي وثابت بمعدل 0.5 اسبوعياً أو شهرياً اعتماداً على حالة الطفل
- زيادة مستوى النشاط الفيزيائي باللعب الحر، القفز وغيرها دون اشتراط التقيد بنظام تدريبي محدد.
- الحد من جلوس الطفل أمام أجهزة التلفاز أو جهاز الحاسوب لأكثر من ساعتين يومياً.
- التنويع في النشاطات التي يمارسها الطفل.
- تعويد الطفل على عادات غذائية صحية.
- الابتعاد عن استخدام طريقة المكافأة والعقاب بالطعام.
- العقار الدوائي لتثبيط امتصاص الدهون في الأمعاء.
- التدخل الجراحي لانقاص الوزن في الحالات المزمنة من سُمنة الأطفال.

## التعايش مع سمنة الأطفال
- تناول الغذاء الصحي الغني بالخضراوات والفاكهة والحبوب الكاملة وابتكار وصفات صحية وجذابة للأطفال.
- تجنب المشروبات المُحلية والمشروبات الغازية لارتفاع محتواها من السعرات الحرارية.
- تقليص عدد الوجبات السريعة الغنية بالدهون والسعرات الحرارية.
- تجنب تناول الوجبات الغذائية أمام أجهزة التلفاز أو شاشات الألعاب الالكترونية لارتباطها باستهلاك كمية أكبر من الطعام وبشكل سريع.
- تشجيع الطفل ومكافأته عند التزامه بالعادات الصحية.
- الابتعاد عن الانتقاد الدئم للطفل وتشجيعه بدلا من ذلك.
- تنظيم وجبات الطفل مع الجدول الزمني لها.
- إن كان الطفل من مدمني الحلويات يمكن تعلم طرق منزلية لصنع الحلويات في المنزل بطرق تجعلها أقل احتواء على الدهون والسعرات الحرارية.

## الوقاية من سمنة الأطفال
- تجنب استخدام الطعام أو الأغذية المفضلة للطفل كوسيلة للعقاب أو المكافأة.
- حرص الآباء على تناول الغذاء الصحي وممارسة التمارين كمثال يقتدى به أطفالهم.
- تعزيز المباديء الايجابية كممارسة الرياضة وتناول فاكهة والخضراوات.

## مضاعفات سمنة الأطفال
1. الإصابة بالنمط الثاني من السكري
2. المتلازمة الأيضية
3. ارتفاع ضغط الدم وارتفاع كولسترول الدم.
4. الربو
5. الاضطرابات التنفسية
6. اضطرابات النوم
7. البلوغ المبكر وبدء الحيض المبكر.
8. الاضطرابات السلوكية والتعليمية.
9. الإكتئاب.
10. فقدان الطفل لثقته بنفسه وتعرضه للإساءة.